# Genaro Alberto Olivieri
Genaro Alberto Olivieri (født 4. august 1998 i Bragado, Argentina) er en mandlig professionel tennisspiller fra Argentina.